# Jean-Marc Fréchette
Jean-Marc Fréchette, né en 1943 à Sainte-Brigitte-des-Saults, est un poète québécois.    

## Biographie
Jean-Marc Fréchette fait des études de lettres à Montréal ainsi qu'à Paris. En 1967, il s'installe en Inde et séjourne pendant deux ans à l'Ashram de Pondichéry. Il voyage dans de nombreux pays à travers le monde, notamment en Grèce, en Italie ainsi qu'en Israël.
En poésie, il fait paraître plusieurs titres dont Le Corps de l'infini : poèmes 1968-1985 (Triptyque, 1986), Le psautier des Rois (Éditions du Noroît, 1994), La lumière du verger (Éditions du Noroît), En amont du seigneur (Éditions du Noroît, 2007), Hyacinthe et Apollôn (Éditions du Noroît, 2010), Foudre nuptiale (Éditions du Noroît, 2016) ainsi que Partition de l'ange (Éditions du Noroît, 2019),,,,.
« Profonde et rigoureuse, l'oeuvre poétique de Jean-Marc n'hésite jamais à s'élever parmi les plus grandes ». 
Jean-Marc Fréchette est récipiendaire du Prix Air Canada du Salon du livre de Montréal (1988).

## Œuvres

### Poésie
- Le retour, Trois-Rivières, Écrits des Forges, 1975, 66 p.
- L'altra riva, Trois-Rivières, Écrits des Forges, 1976, 57 p.
- Le Corps de l'infini : poèmes 1968-1985, Montréal, Triptyque, 1986, 132 p. (ISBN 2890310337)
- La sagesse est assise à l'orée, avec quatre dessins de Michel Cassavant, Montréal, Triptyque, 1988, 47 p. (ISBN 2890310701)
- Le psautier des Rois, Paris, Montréal, Arfuyen, Éditions du Noroît, 1994, 53 p. (ISBN 2-89018-311-4 et 2-908825-36-8)
- La lumière du verger, Paris, Montréal, Arfuyen, Éditions du Noroît, 1998, 81 p. (ISBN 2-89018-405-6 et 2-908825-66-X)
- La porte dorée, avec une postface de Robert Marteau, Paris, Montréal, Arfuyen, Éditions du Noroît, 2001, 70 p. (ISBN 2-89018-467-6 et 2-84590-001-5)
- En amont du seigneur, Montréal, Éditions du Noroît, 2007, 73 p. (ISBN 978-2-89018-576-0)
- Hyacinthe et Apollôn, Montréal, Éditions du Noroît, 2010, 120 p. (ISBN 978-2-89018-683-5)
- Foudre nuptiale, avec une postface de Georges Leroux, Montréal, Éditions du Noroît, 2016, 134 p. (ISBN 9782897660383)
- Partition de l'ange, Montréal, Éditions du Noroît, 2019, 147 p. (ISBN 9782897661717)

## Prix et honneurs
- 1988 - Récipiendaire : Prix Air Canada (Pour La sagesse est assise à l'orée)[1]